# Incidente di Aurora

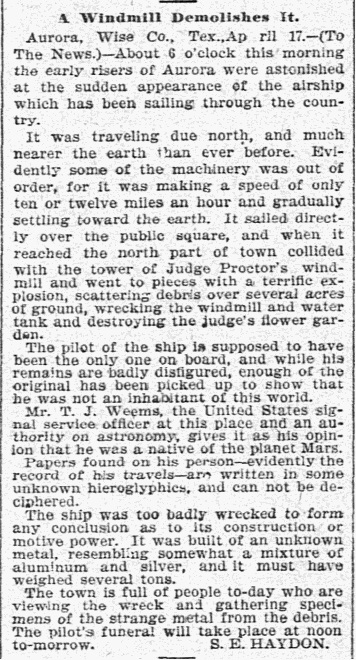
L'articolo originale di giornale che descrive l'incidente, di S. E. Haydon, "A Windmill Demolishes It," The Dallas Morning News, 19 aprile 1897, pag. 5

L'incidente di Aurora fa riferimento a un presunto caso di UFO crash che si sarebbe verificato il 17 aprile 1897 in una fattoria nelle vicinanze di Aurora, città dello Stato del Texas, negli Stati Uniti. Lo schianto del velivolo avrebbe provocato la morte del pilota, descritto come "non di questo mondo", che sarebbe poi stato seppellito nel cimitero locale, posizionando una pietra come indicatore della tomba, rimossa successivamente. 
La vicenda è stata catalogata come bufala, in quanto l'intera storia sarebbe stata inventata da un abitante del luogo al fine di generare un flusso turistico nella morente città di Aurora. 

## Gli eventi

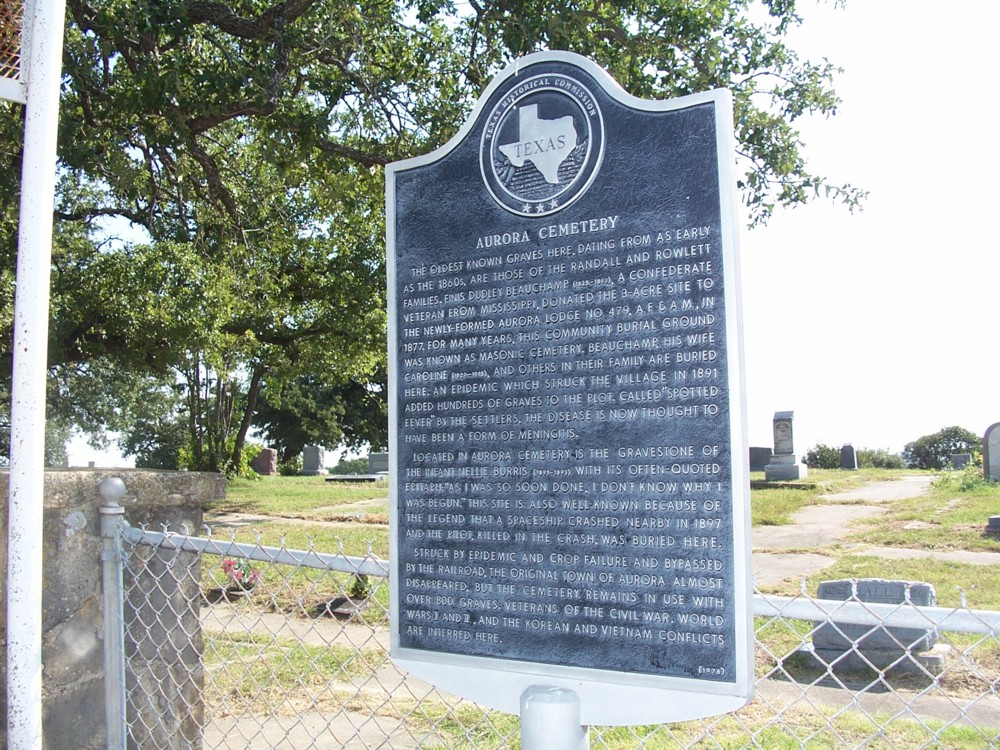
Un cartello della Texas Historical Commission fuori dal cimitero di Aurora, presunto luogo di sepoltura del pilota dell'UFO, che menziona brevemente l'incidente

Il 19 aprile 1897, un articolo del Dallas Morning News scritto da S.E. Haydon descriveva un incidente avvenuto  due giorni prima, intorno alle 6 del mattino, nella proprietà del giudice J.S. Proctor. Secondo quanto riportato, un velivolo sconosciuto si sarebbe scontrato con la torre del mulino a vento per poi schiantarsi al suolo, causando una grossa esplosione e la dispersione di numerosi detriti metallici. 
Secondo il racconto di Haydon, fu altresì rinvenuto il pilota senza vita, che venne descritto come "non di questo mondo" e "marziano" da un ufficiale dell'Army Signal Service di Fort Worth chiamato T.J. Weems. L'alieno fu in seguito sepolto "con riti cristiani" nel vicino cimitero, da un pastore di passaggio chiamato William Russell Taybor. I resti dell'astronave, invece, sarebbero stati scaricati nel pozzo sotto il mulino a vento danneggiato, fatta eccezione per alcuni pezzi, seppelliti insieme al cadavere dell'extraterrestre. 
Ad alimentare il mistero contribuì la storia del signor Brawley Oates, che acquistò la proprietà del giudice Proctor intorno al 1935. Oates ripulì i detriti dal pozzo per usarlo come fonte d'acqua, ma in seguito sviluppò un caso estremamente grave di artrite, che affermò essere il risultato dell'acqua contaminata dai resti del relitto. Di conseguenza, Oates sigillò il pozzo con una lastra di cemento, su cui costruì una dépendance. Secondo quanto riportato sulla lastra, ciò avvenne nel 1945.  
La vicenda non ottenne particolari attenzioni fino agli anni '70, quando giornalisti di riviste e crew di show dedicati all'ufologia riportarono alla luce l'articolo di Haydon, esponendo il caso a livello internazionale. Diversi sostenitori della teoria ufologica promossero la ricerca dei resti dell'alieno all'interno del cimitero, ma nel 1972 un'ingiunzione del tribunale stabilì che non potessero essere effettuate riesumazioni in assenza di prove su chi fosse seppellito nella tomba designata: se fosse stata una persona, ipotesi ritenuta più verosimile, sarebbe stato illegale procedere al disseppellimento senza l'autorizzazione di eventuali parenti.   
Il cimitero di Aurora contiene un cartello della Texas Historical Commission che menziona l'incidente.  

## Scoperta della bufala
Nel 1980, una storiografa e residente di Aurora chiamata Etta Pegues, che ai tempi dell'incidente aveva 10 anni, rilasciò un'intervista per il settimanale Time in cui dichiarò che Haydon avesse inventato l'intera storia allo scopo di risollevare le sorti della città. Alla fine dell'Ottocento, infatti, quest'ultima risultava morente per varie ragioni, tra cui il fallimento della ferrovia locale e una tragica epidemia di febbre maculosa, che comportò un preoccupante numero di decessi e il progressivo abbandono del centro abitato da buona parte dei cittadini superstiti. Lo stesso Haydon perse la moglie e due dei suoi figli a causa della malattia infettiva. 
Inoltre, Pegues rivelò che il giudice Proctor non avesse mai posseduto un mulino a vento nella sua proprietà, fornendo un'ulteriore prova circa la fabbricazione dell'incidente. Tale affermazione venne contestata da alcuni show televisivi di indagine ufologica, tra cui UFO Hunters: tuttavia, il ricercatore del paranormale Jerry Drake dimostrò che il pozzo situato nella proprietà fosse di costruzione moderna, stimabile intorno al 1940 e non progettato per l'uso con un mulino a vento.